# Labéjan
Labéjan település Franciaországban, Gers megyében. Lakosainak száma 291 fő (2022. január 1.). Labéjan Durban, Idrac-Respaillès, Loubersan, Miramont-d’Astarac, Saint-Jean-le-Comtal és Seissan községekkel határos.

## Népesség
A település népességének változása:
| Lakosok száma | 273  | 229  | 255  | 302  | 341  | 331  | 303  | 295  | 294  | 291  |
|               | 1968 | 1982 | 1990 | 2006 | 2013 | 2015 | 2017 | 2019 | 2020 | 2022 |